# 995 до н. е.

## Події
- Китай: помер князь Лу Као-гун, йому успадковував молодший брат Сі (Ян-гун, ера правління 994—989, згідно «Хань шу», він правив 60 років, що малоймовірно)[1].

## Померли
Князь Лу Као-гун (Китай)